# Vincent musí zemřít
Vincent musí zemřít (v originále Vincent doit mourir) je francouzsko-belgický hraný film z roku 2023, který režíroval Stéphan Castang podle vlastního scénáře. Snímek měl světovou premiéru dne 19. května 2023 na filmovém festivalu v Cannes v sekci Semaine de la critique.

## Děj
Vincenta opakovaně a bez zjevného důvodu napadají lidé, kteří se ho snaží zabít. Jeho běžná existence se obrátí vzhůru nohama a když se jev stupňuje, nemá jinou možnost než uprchnout a změnit svůj způsob života.

## Obsazení
| Karim Leklou          | Vincent Borel                     |
| Vimala Pons           | Margaux Lamy                      |
| François Chattot      | Jean-Pierre Borel, Vincentův otec |
| Michaël Perez         | Joachim                           |
| Emmanuel Vérité       | Yves, účetní                      |
| Jean-Rémi Chaize      | Alex, ředitel lidských zdrojů     |
| Ulysse Genevrey       | Hugo Monnier, stážista            |
| Karoline Rose Sun     | Audrey                            |
| Sébastien Chabane     | Lionel                            |
| Pierre Maillet        | psychiatr                         |
| Anne-Gaëlle Jourdain  | Marie                             |
| Jean-Christophe Folly | Lucas                             |

## Ocenění
- Mezinárodní filmový festival v Katalánsku v Sitges: nejlepší herec (Karim Leklou), nejlepší filmový debut (Stéphan Castang)
- Mezinárodní festival fantastických filmů v Neuchâtelu: nejlepší evropský fantasy celovečerní film
- Filmový festival Champs-Élysées: cena publika
- Filmový festival Fantasia: zvláštní zmínka
- Evropský festival fantastických filmů ve Štrasburku: Zlatá chobotnice za nejlepší evropský fantasy film
- Magritte: Nejlepší zahraniční koprodukční film
- César: nominace v kategorii nejlepší filmový debut (Stéphan Castang)